# Brigata paracadutisti “Folgore”

Wappen der Brigade Folgore

Die Brigata paracadutisti “Folgore” (deutsch Fallschirmjägerbrigade „Folgore“) ist ein Großverband des italienischen Heeres. Die Brigade hat ihr Hauptquartier in Livorno in der Toskana.

## Auftrag
Die Fallschirmjägerbrigade „Folgore“ untersteht truppendienstlich derzeit dem Kommando Landstreitkräfte COMFOTER in Rom unmittelbar. Im Rahmen der Landes- und Bündnisverteidigung dient sie als mobile Einsatzreserve. Sie wird für Friedensmissionen und Kampfeinsätze im Rahmen der EU, der NATO oder der UNO auch im Ausland eingesetzt. Bei Bedarf übernimmt sie Unterstützungs- und Sicherungsaufgaben im Auftrag ziviler Stellen.

## Gliederung

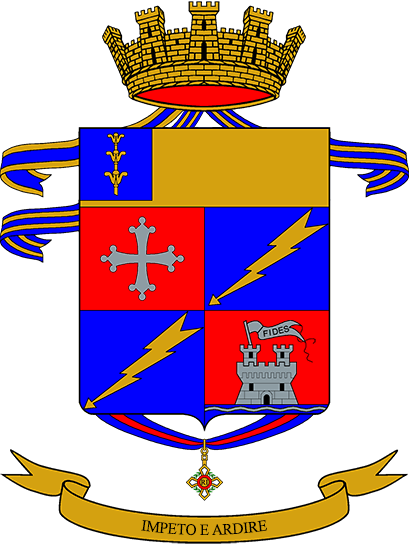
Wappen 186. Fallschirmjäger-Regiment

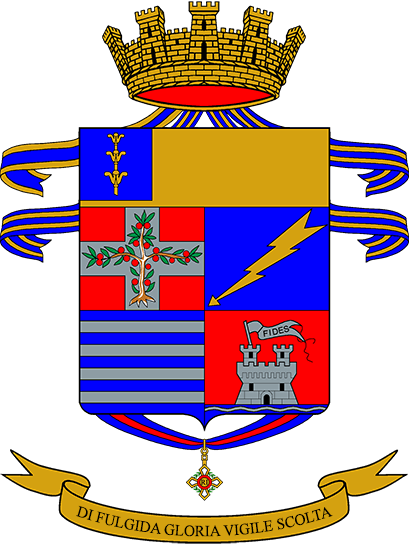
Wappen 187. Fallschirmjäger-Regiment

Der Brigade unterstehen derzeit folgende Regimenter in Bataillonsstärke:
- 184. Stabs- und Unterstützungsverband Nembo (Livorno)
- 183. Fallschirmjägerregiment Nembo (Pistoia)
- 186. Fallschirmjägerregiment Folgore (Siena)
- 187. Fallschirmjägerregiment Folgore (Livorno)
- 3. Kavallerieregiment Savoia Cavalleria (Grosseto)
- 185. Luftlandeartillerieregiment Folgore (Bracciano)
- 8. Luftlandepionierregiment Folgore (Legnago, Verona)
- Logistikregiment Folgore (Pisa)
- Fallschirmjägerausbildungszentrum (Pisa)

Der 184. Stabs- und Unterstützungsverband steht in der Nachfolge des aufgelösten 184. Fallschirmjägerregiments, das zusammen mit dem 183. (und zeitweise auch dem 185.) im Zweiten Weltkrieg die 184. Fallschirmjägerdivision „Nembo“ bildete; einen Austausch von Verbänden dieser kurzlebigen Division und der etwas älteren 185. Division „Folgore“ und deren Nachfolgern gab es von Anfang an. Bis 2002 gehörte der „Folgore“ auch das 1. Carabinieri-Fallschirmjägerregiment „Tuscania“ (Livorno) an, bis 2013 die beiden Spezialkräfteverbände 9. Fallschirmjäger-Sturmregiment „Col Moschin“ (Livorno) und 185. Fernspähregiment „Folgore“ (Livorno). Die beiden letzteren Regimenter gingen an das neue Spezialkräftekommando des Heeres in Pisa. Im Gegenzug erhielt die Brigade das Kavallerieregiment „Savoia Cavalleria“. In der neuen Struktur mit drei leichten Bataillonen, einem schweren Bataillon und den übrigen Unterstützungsverbänden entspricht die Fallschirmjägerbrigade den beiden Gebirgsjägerbrigaden „Taurinense“ und „Julia“. Sie bilden die leichte Komponente des Heeres.
Die Brigade wird von der 46. Lufttransportbrigade der italienischen Luftwaffe (Pisa) und vom 1. Heeresfliegerregiment des italienischen Heeres (Viterbo) unterstützt.

## Ausrüstung
Die Regimenter der Brigade sind mit Mehrzweckfahrzeugen vom Typ VTLM Lince ausgerüstet, das Kavallerieregiment auch mit Radpanzern vom Typ Centauro. 2013 erhielt die Brigade wieder eine „Artilleriekomponente“ mit schweren 120-mm-Mörsern. Ansonsten verfügt die Brigade über die üblichen Panzerabwehrwaffen (u. a. Spike und Panzerfaust 3).

## Geschichte

### Ursprünge
Die Geschichte der italienischen Fallschirmjäger beginnt im Ersten Weltkrieg. Von August bis Oktober 1918 wurden einige Aufklärer per Fallschirm nachts hinter den feindlichen Linien abgesetzt, die dann ihre Meldungen mittels Brieftauben an die eigenen Kommandostellen übermittelten. In den 1920er Jahren experimentierte man insbesondere auf dem Militärflugplatz Guidonia bei Rom mit Fallschirmen. Der hier entwickelte „Salvator-Fallschirm“ wurde ab 1927 in verschiedenen Versionen von den italienischen Streitkräften beschafft. Der geplante Aufbau einer Fallschirmjägertruppe geriet jedoch ins Stocken.
Italo Balbo, bis 1934 italienischer Luftfahrtminister und dann Generalgouverneur von Italienisch-Libyen, sah in Fallschirmjägern ein geeignetes Mittel zur besseren Sicherung des Kolonialgebietes in Nordafrika. Da man sich in Rom nicht auf eine Aufstellung von Fallschirmjäger-Verbänden einigen konnte, unter anderem weil sowohl das Heer als auch die Luftwaffe ausschließliche Ansprüche auf die geplante Truppe erhoben, beschloss Balbo im März 1938 eigenmächtig die Gründung einer Fallschirmjägerschule auf dem Militärflugplatz Castelbenito bei Tripolis. Gleichzeitig stellte er ein erstes Fallschirmjäger-Bataillon der Kolonialtruppen auf, auf das im Mai 1938 ein weiteres folgte, Anfang 1940 dann ein drittes, nationales Bataillon. Die neue Truppe wurde am 15. Januar 1939 von der Militärführung in Rom offiziell anerkannt.
Auf Grund der Entwicklung in Libyen kamen auch die Planungen in Italien wieder in Gang. Am 28. August 1939 wurde der Aufbau einer nationalen Fallschirmjägerschule von Luftwaffe und Heer in Tarquinia bei Rom beschlossen, die dort ab dem 15. Oktober 1939 entstand und im März 1940 den Ausbildungsbetrieb aufnahm. Eine weitere Schule entstand im Februar 1943 auf dem Militärflugplatz Viterbo, die dann noch im selben Jahr zusammen mit der in Tarquinia kriegsbedingt geschlossen werden musste.
Die ab 1940 gebildeten nationalen Fallschirmjägerbataillone hatten unabhängig von übergeordneten Verbänden eine durchgehende Nummerierung. Im Juli 1940 entstanden in Tarquinia die Bataillone 1, 2 und 3. Zwei Kompanien des 2. Bataillons sprangen am 30. April 1941 über der griechischen Insel Kefalonia ab, ohne dort auf Widerstand zu stoßen. Das 1. Bataillon, welches von den Carabinieri gebildet wurde, zeichnete sich im Dezember 1941 in Nordafrika bei Eluet el Asel aus. Das 4. Bataillon entstand im Frühjahr 1941 und bildete zusammen mit dem 2. und 3. Bataillon das 1. Fallschirmjäger-Regiment. Kurz darauf folgte das 2. Regiment mit den Bataillonen 5, 6 und 7 sowie das 3. Regiment mit den Bataillonen 9, 10 und 11. Das 8. Bataillon wurde zu einem Luftlandepionierverband. Aus den schweren Kompanien der drei Regimenter bildete man drei Bataillone (Abteilungen) Luftlandeartillerie, die dann zu einem Regiment vereinigt wurden.

### Division Folgore
Am 1. September 1941 wurde die 1. (it) Fallschirmjägerdivision aufgestellt. Sie bestand aus den Fallschirmjägerregimentern 1, 2 und 3, dem Fallschirmartillerieregiment, dem Fallschirmpionierbataillon 8 und verschiedenen kleineren Unterstützungseinheiten. Den Beinamen „Folgore“, der von dem Regimentsmotto (1.) Ex alto fulgor abgeleitet wurde, erhielt die Division erst im Juni 1942.
In Apulien wurde die Division für die geplante Invasion Maltas und auch für einen eventuellen Einsatz auf Korsika intensiv vorbereitet. Nachdem man diese Pläne aufgegeben hatte, wurde die Division unter der neuen Bezeichnung 185. Infanteriedivision „Folgore“ nach Nordafrika verlegt. Die Fallschirmjägerregimenter erhielten die Nummern 185, 186 und 187, das Artillerieregiment die Nummer 185. Das Fallschirmjägerregiment 185 blieb in Italien und bildete dort den Grundstock für den Aufbau der neuen 184. Fallschirmjägerdivision „Nembo“.
In dieser Aufstellung nahm die Fallschirmjägerdivision „Folgore“ im Herbst 1942 an der zweiten Schlacht von El Alamein teil. Die Division widerstand unter dem Kommando von Generalmajor Enrico Frattini im Südabschnitt der Front dem Angriff des XIII. britischen Korps und der 7. Panzerdivision und brachte besonders der 44. britischen Division schwere Verluste bei. Von den rund 6.000 Soldaten der „Folgore“ fiel ein großer Teil bei den oft fanatisch geführten Kämpfen, wenige hundert Mann gingen mangels Transportmitteln in britische Kriegsgefangenschaft, der Rest schloss sich anderen italienischen Verbänden an und kämpfte mit ihnen im Tunesienfeldzug, insbesondere bei Enfidaville.
Nachdem Italien im September 1943 den Waffenstillstand von Cassibile mit den Alliierten geschlossen hatte und daraufhin weitgehend von der deutschen Wehrmacht besetzt worden war, stellte die Regierung Badoglio in Süditalien auf Basis der 184. Fallschirmjägerdivision „Nembo“ eine „Folgore“-Kampfgruppe in Divisionsstärke auf, die sich am Italienfeldzug der Alliierten beteiligte und sich bei Filottrano, Borgo Tossignano, Case Grizzano und Poggio Rusco auszeichnete. Die unter dem Schutz Hitlers von Mussolini in Nord- und Mittelitalien geschaffene faschistische Italienische Sozialrepublik stellte in Tradate und Spoleto ebenfalls einen „Folgore“-Verband auf, der zur Aeronautica Nazionale Repubblicana gehörte. Einheiten dieses Verbandes kämpften bei Nettuno (Bataillon „Nembo“), bei Rom und in den Westalpen gegen die Alliierten und auch gegen italienische Partisanen. Dieser Verband ergab sich Anfang Mai 1945 im Aostatal amerikanischen Truppen.

### Wiederaufstellung
Die „Folgore“ und vier andere italienische Divisionen, die bis 1945 an der Seite der Alliierten gekämpft hatten, bildeten Ende der 1940er Jahre den Grundstock für den Wiederaufbau des italienischen Heeres. Diese „Folgore“-Division wurde 1986 als mechanisierte Infanteriedivision im Nordosten Italiens aufgelöst, weil die Divisionsebene zu diesem Zeitpunkt in Italien ganz entfiel (die Brigaden unterstanden dann den drei Korps oder den Militärregionen direkt).
1952 wurde in Viterbo ein neues Fallschirmjägerbataillon aufgestellt. Am 1. Januar 1963 entstand hieraus in Pisa die neue Fallschirmjägerbrigade, die am 10. Juni 1967 den Namen „Folgore“ erhielt. Ab 1975 unterstand der Brigade das 1. Carabinieri-Fallschirmjägerbataillon „Tuscania“, das 2. Fallschirmjägerbataillon „Tarquinia“, das 3. Fallschirmjägerbataillon „Poggio Rusco“, das 5. Fallschirmjägerbataillon „El Alamein“, das 9. Fallschirmjäger-Sturmbataillon „Col Moschin“, das 185. Luftlandeartilleriebataillon „Viterbo“, das Luftlande-Logistikbataillon „Folgore“ und kleinere Unterstützungseinheiten. 1983 wurde auch die Luftlandeschule der Brigade unterstellt. Von 1986 bis 1997 bildete die Brigade zusammen mit der Infanteriebrigade „Friuli“ und anderen Verbänden die „Schnelle Eingreiftruppe“ (Forza d’Intervento Rapido – FIR) des italienischen Heeres. Ab 1991 nahmen die Bataillone wieder ihre entsprechenden alten Regimentsbezeichnungen an.
Zum tragischsten Unfall in der Geschichte der Fallschirmjägerbrigade kam es am 9. November 1971 während der Übung Cold Stream, bei der etliche Transportflugzeuge der britischen Royal Air Force Fallschirmjäger der „Folgore“ vom Flughafen Pisa zu ihrer Landezone in der Nähe von Villacidro auf Sardinien flogen. Kurz nach dem Start in Pisa stürzte eine Lockheed C-130 (Chalk 4, XV216) der RAF ins Meer, wobei neben den sechs britischen Besatzungsmitgliedern 46 an Bord befindliche italienische Fallschirmjäger starben.

### Nach dem Kalten Krieg
Im Lauf der Zeit geriet die Brigade wiederholt wegen rechtsradikaler Vorfälle und Schikanierung von Rekruten in die Schlagzeilen. Fallschirmjäger der „Folgore“ sollen 1992 in Somalia Zivilisten gefoltert haben, woraufhin einige Kreise in Italien die Auflösung der Brigade und die Verteilung ihrer Regimenter auf andere Brigaden forderten. Da diese Pläne scheiterten, wurde die Brigade durch Manipulierungen bei der Rekrutierung und Entzug von Flugzeugen geschwächt. Es wurde auch vorgeschlagen, die „Folgore“ mit der luftbeweglichen Brigade „Friuli“ (Bologna) zu verschmelzen, doch auch diese Pläne wurden bis dato nicht umgesetzt. Im Rahmen der Professionalisierung der Armee konnte die „Folgore“ ihren üblichen Leistungsstand bald wieder erreichen und sich später teilweise dem Niveau von Spezialkräften annähern.
Einheiten und Verbände der „Folgore“ haben in den letzten Jahrzehnten an zahlreichen Auslandseinsätzen teilgenommen, unter anderem im ehemaligen Jugoslawien, im Irak und insbesondere in Afghanistan.

## Rezeption
Das Schicksal der Fallschirmjägerdivision „Folgore“ wurde im Film Königstiger vor El Alamein (Original: La battaglia di El Alamein, 1968) thematisiert: Eine Gruppe italienischer Soldaten, die der „Folgore“ angehören, kämpft bei El Alamein gegen die angreifenden Briten, um den deutschen Rückzug zu decken. Die wenigen Überlebenden ergeben sich schließlich und geraten in britische Gefangenschaft.

## Bilder

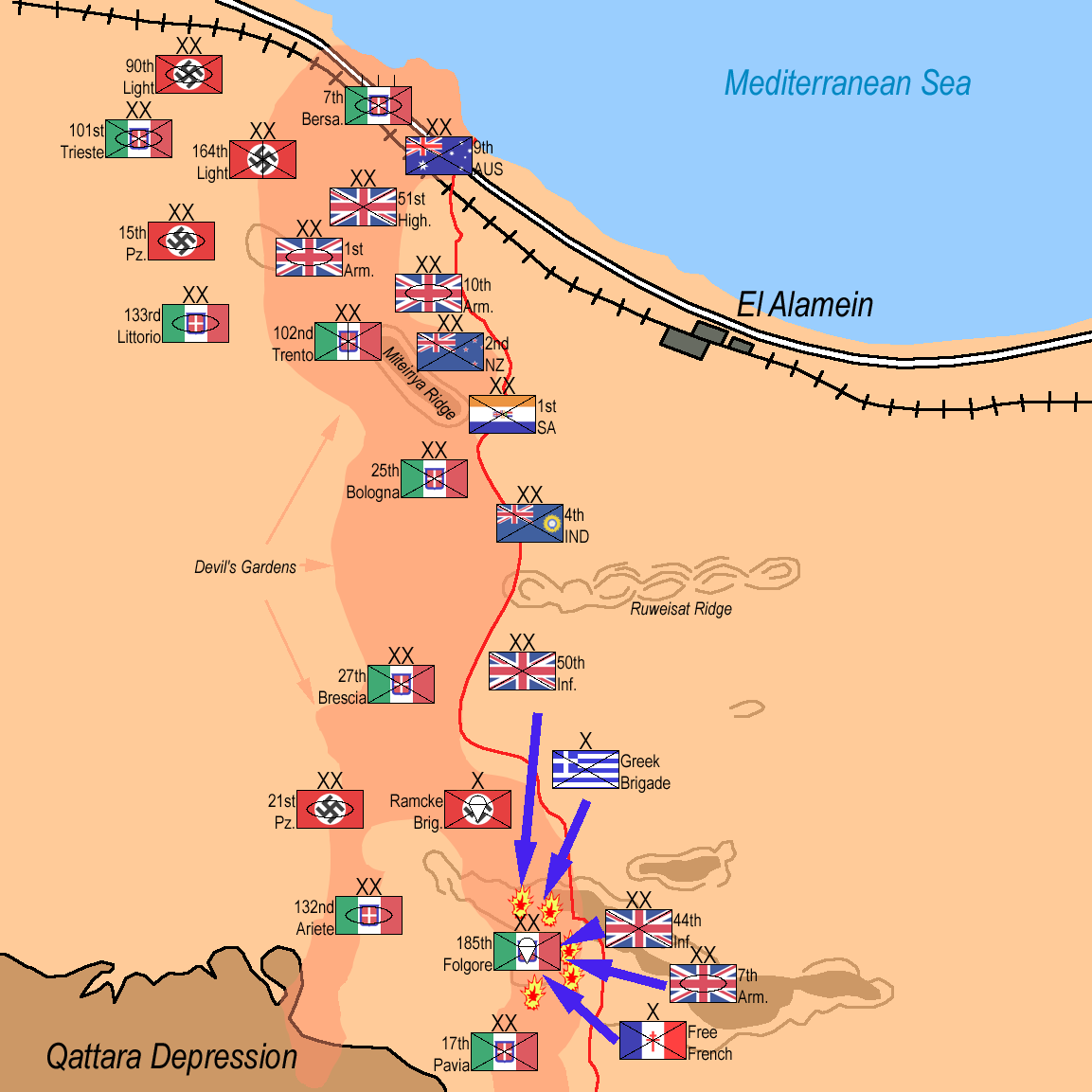
Division „Folgore“ 1942 bei El Alamein
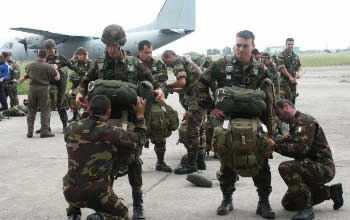
Fallschirmjäger der „Folgore“
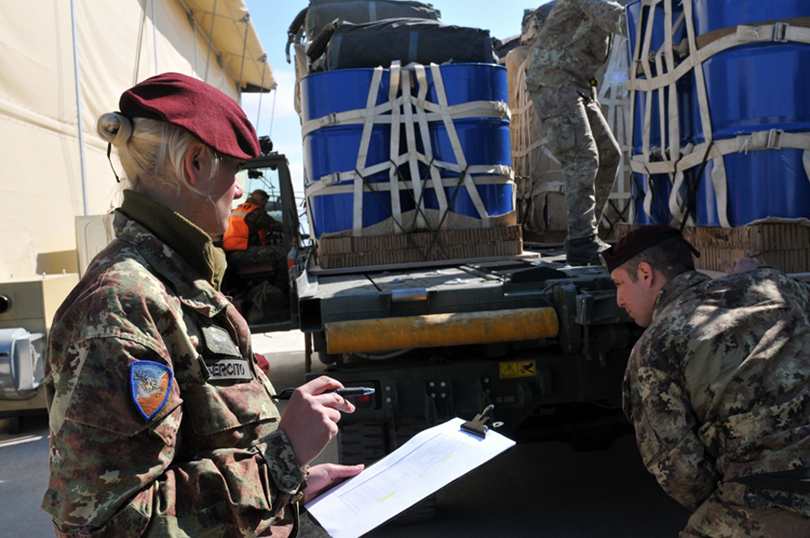
Luftverladepersonal der Brigade in Afghanistan
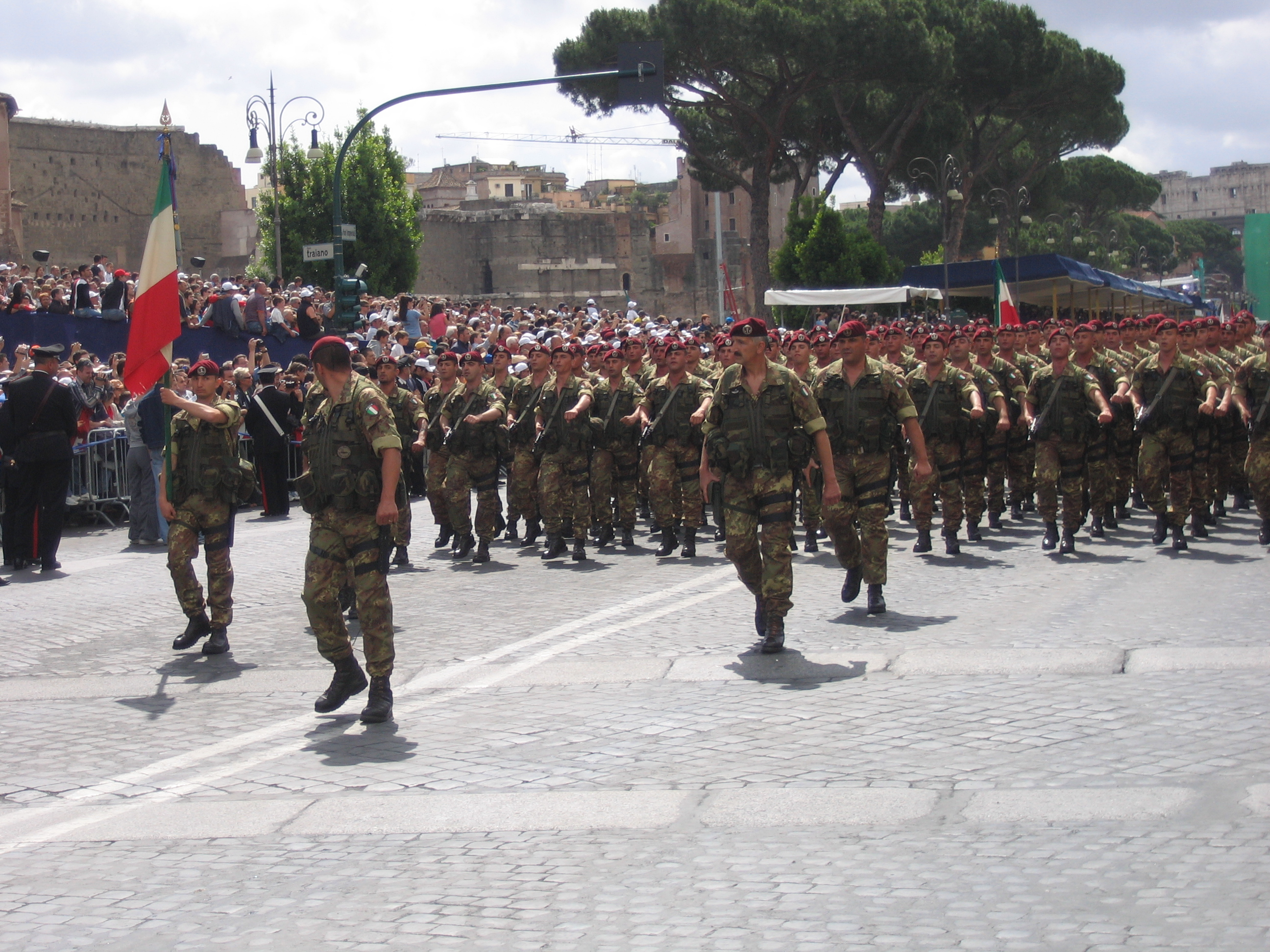
Während einer Parade 2007
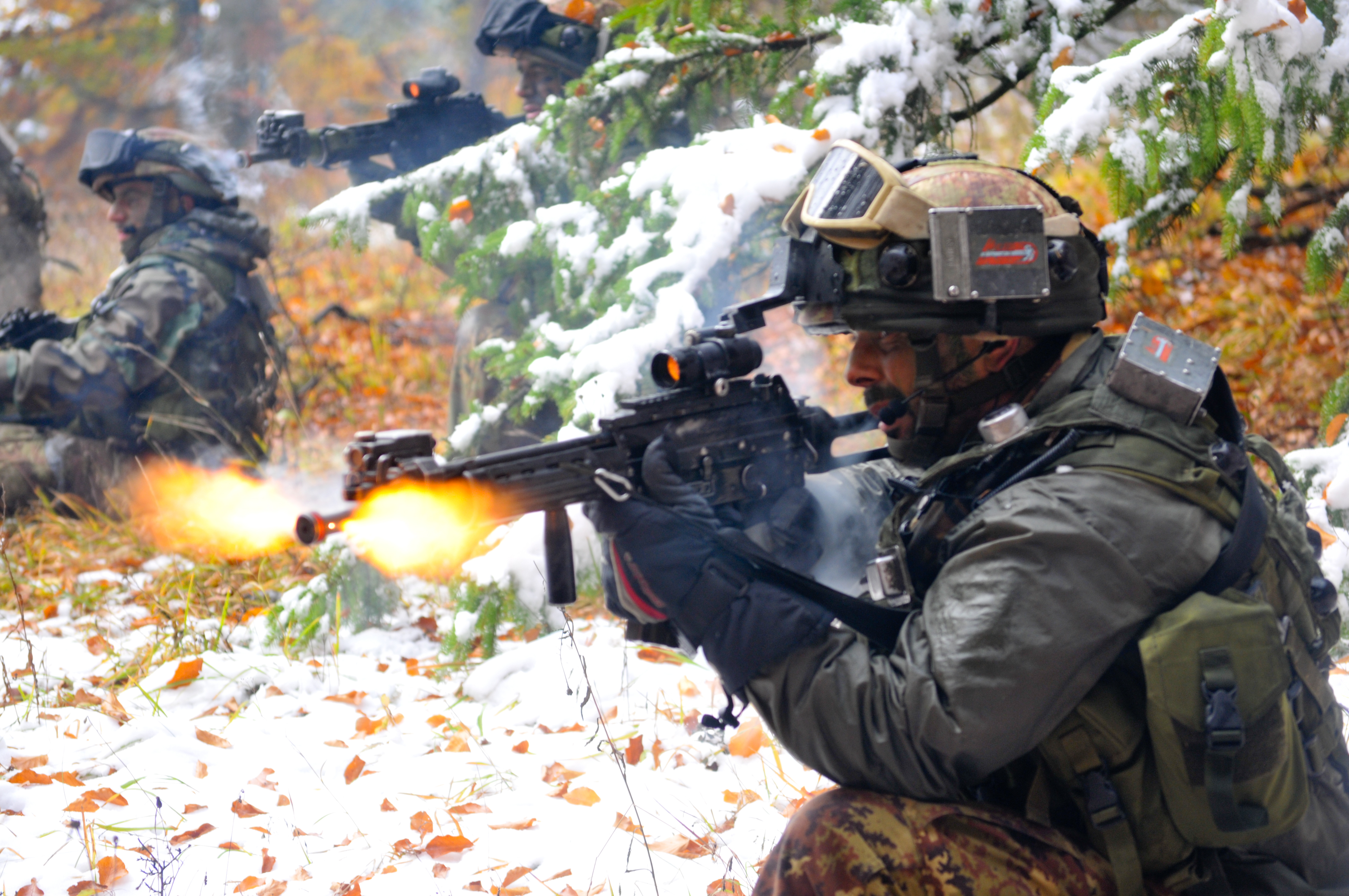
Soldaten des 183. Regiments Nembo
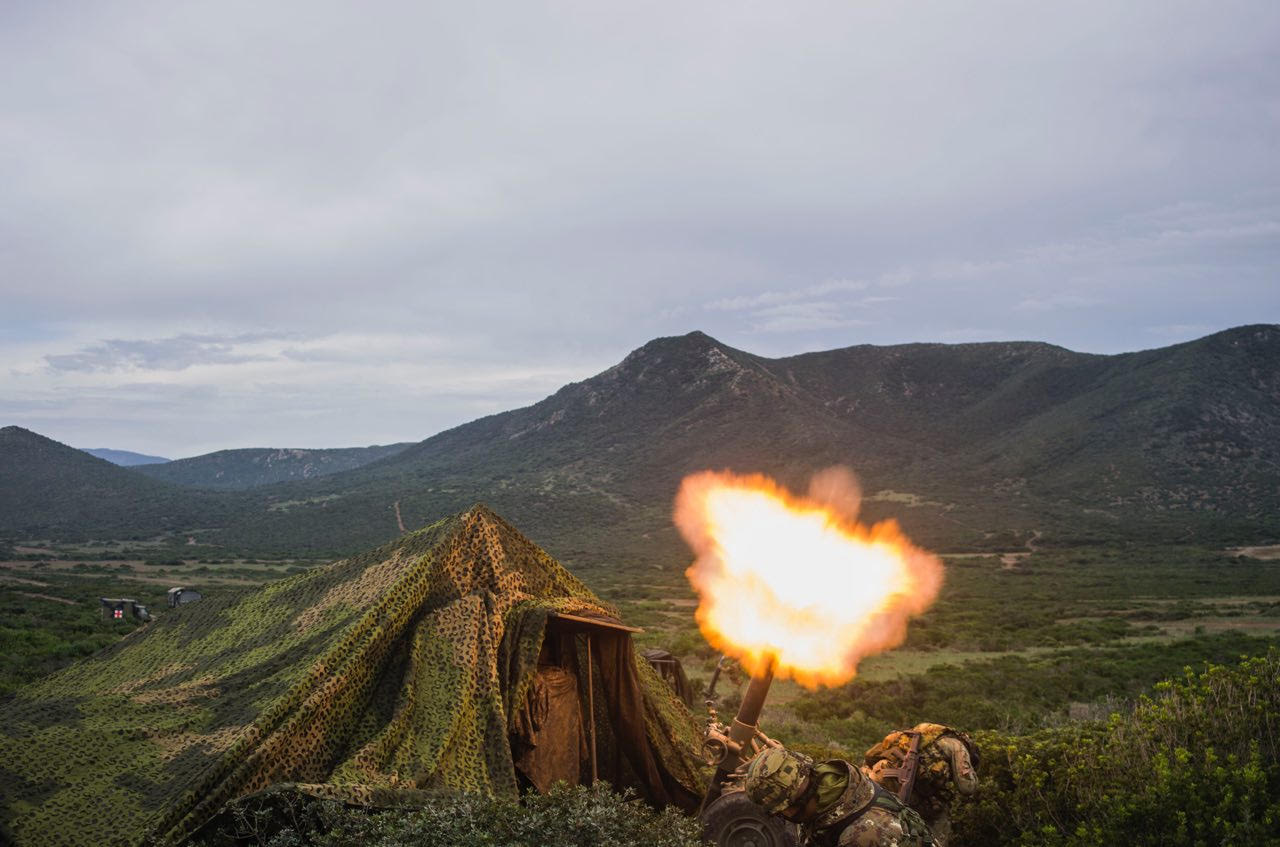
185. Luftlandeartillerie-Regiment
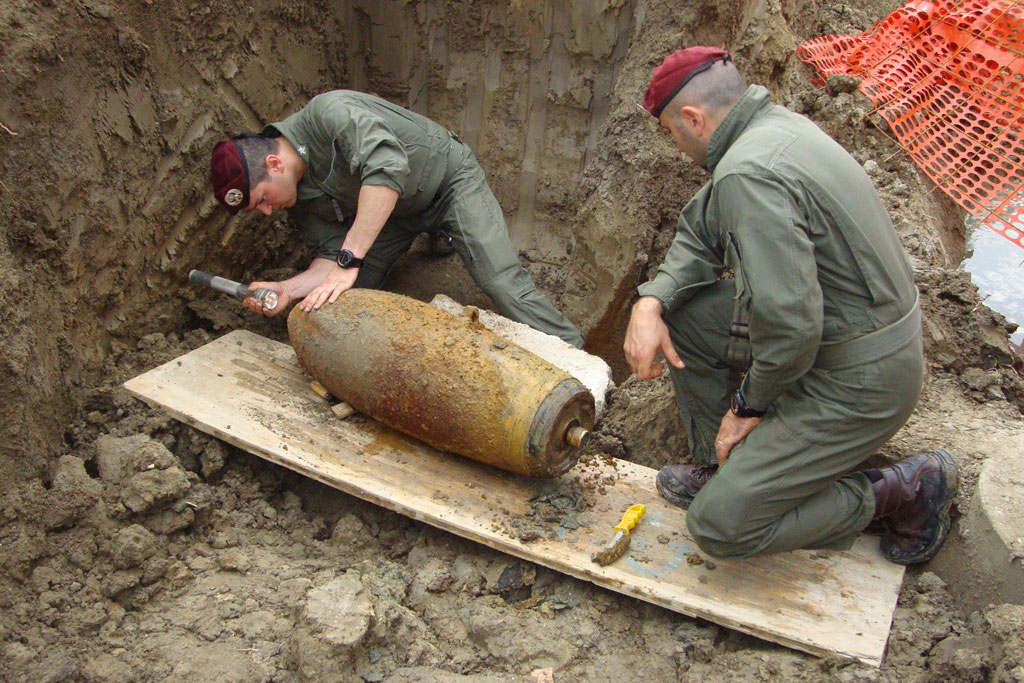
Luftlandepioniere beim Entschärfen
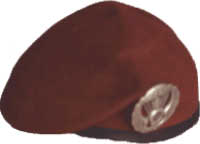
Italienisches Fallschirmjägerbarett
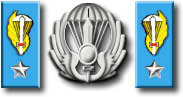
Kragenspiegel und Emblem (Barett)
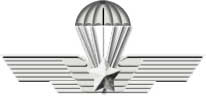
Italienisches Springerabzeichen